# Joseph Mermans
Joseph Mermans (Anversa, 16 febbraio 1922 – Wildert, 20 gennaio 1996) è stato un calciatore belga, considerato uno dei migliori attaccanti d'Europa tra gli anni '40 e '50 del XX secolo.

## Carriera

### Club
Ha cominciato la sua carriera nel Tubantia Borgerhout, nella seconda divisione belga.
Passato con l'Anderlecht nel 1942, ha vinto 7 campionati. Con i suoi 343 gol messi a segno nella sua militanza all'Anderlecht (tra campionato e coppe) risulta il miglior marcatore di sempre della squadra.
Ha chiuso la sua carriera nel Merksem, prima in terza serie, poi in seconda.

### Nazionale
ha fatto il suo esordi in nazionale il 15 dicembre 1945, in amichevole contro la Francia. Il 21 settembre 1947 segna la sua prima rete in nazionale in amichevole contro l'Inghilterra.
Al 13 marzo 1949 risale la prima doppietta in nazionale, segnata in amichevole contro i Paesi Bassi, mentre il 10 maggio del 1950 mise a referto una tripletta contro l'Irlanda. L'evento si è ripetuto il mese successivo contro la Francia. Nel giro di un anno (tra il 16 aprile 1950 e il 15 aprile 1951) segnò consecutivamente in ciascuna delle sette partite della nazionale belga in cui scese in campo, mettendo a segno un totale di 13 reti (comprese le già citate triplette).
Indossò la fascia di capitano per la prima volta il 23 novembre 1949 nell'amichevole contro il Galles, divenendolo stabilmente a partire dalla gara contro la Spagna del 10 giugno 1951, prendendo il posto che era stato di Freddy Chaves.
Ha partecipato con la nazionale belga ai Mondiali 1954, disputando entrambi gli incontri della sua nazionale
Nell'arco di 11 anni (dal 1945 al 1956) ha disputato 56 incontri in nazionale mettendo a segno 27 reti.

## Palmarès

### Club

#### Competizioni nazionali
- Campionato belga: 7

Anderlecht: 1946-1947, 1948-1949, 1949-1950, 1950-1951, 1953-1954, 1954-1955, 1955-1956

## Statistiche

### Cronologia presenze e reti in nazionale
| Cronologia completa delle presenze e delle reti in nazionale ― Belgio | Cronologia completa delle presenze e delle reti in nazionale ― Belgio | Cronologia completa delle presenze e delle reti in nazionale ― Belgio | Cronologia completa delle presenze e delle reti in nazionale ― Belgio | Cronologia completa delle presenze e delle reti in nazionale ― Belgio | Cronologia completa delle presenze e delle reti in nazionale ― Belgio | Cronologia completa delle presenze e delle reti in nazionale ― Belgio | Cronologia completa delle presenze e delle reti in nazionale ― Belgio |
| Data                                                                  | Città                                                                 | In casa                                                               | Risultato                                                             | Ospiti                                                                | Competizione                                                          | Reti                                                                  | Note                                                                  |
| --------------------------------------------------------------------- | --------------------------------------------------------------------- | --------------------------------------------------------------------- | --------------------------------------------------------------------- | --------------------------------------------------------------------- | --------------------------------------------------------------------- | --------------------------------------------------------------------- | --------------------------------------------------------------------- |
| 15-12-1945                                                            | Bruxelles                                                             | Belgio                                                                | 2 – 1                                                                 | Francia                                                               | Amichevole                                                            | -                                                                     |                                                                       |
| 19-1-1946                                                             | Wembley                                                               | Inghilterra                                                           | 2 – 0                                                                 | Belgio                                                                | Amichevole                                                            | -                                                                     |                                                                       |
| 12-5-1946                                                             | Amsterdam                                                             | Paesi Bassi                                                           | 6 – 3                                                                 | Belgio                                                                | Amichevole                                                            | -                                                                     |                                                                       |
| 1-6-1947                                                              | Colombes                                                              | Francia                                                               | 4 – 2                                                                 | Belgio                                                                | Amichevole                                                            | -                                                                     |                                                                       |
| 21-9-1947                                                             | Bruxelles                                                             | Belgio                                                                | 2 – 5                                                                 | Inghilterra                                                           | Amichevole                                                            | 1                                                                     |                                                                       |
| 2-11-1947                                                             | Ginevra                                                               | Svizzera                                                              | 4 – 0                                                                 | Belgio                                                                | Amichevole                                                            | -                                                                     |                                                                       |
| 14-3-1948                                                             | Anversa                                                               | Belgio                                                                | 1 – 1                                                                 | Paesi Bassi                                                           | Amichevole                                                            | -                                                                     |                                                                       |
| 18-4-1948                                                             | Rotterdam                                                             | Paesi Bassi                                                           | 2 – 2                                                                 | Belgio                                                                | Amichevole                                                            | 1                                                                     |                                                                       |
| 28-4-1948                                                             | Glasgow                                                               | Scozia                                                                | 2 – 0                                                                 | Belgio                                                                | Amichevole                                                            | -                                                                     |                                                                       |
| 6-6-1948                                                              | Bruxelles                                                             | Belgio                                                                | 4 – 2                                                                 | Francia                                                               | Amichevole                                                            | 1                                                                     |                                                                       |
| 17-10-1948                                                            | Colombes                                                              | Francia                                                               | 3 – 3                                                                 | Belgio                                                                | Amichevole                                                            | 1                                                                     |                                                                       |
| 21-11-1948                                                            | Anversa                                                               | Belgio                                                                | 1 – 1                                                                 | Paesi Bassi                                                           | Amichevole                                                            | -                                                                     |                                                                       |
| 2-1-1949                                                              | Barcellona                                                            | Spagna                                                                | 1 – 1                                                                 | Belgio                                                                | Amichevole                                                            | -                                                                     | 42’                                                                   |
| 13-3-1949                                                             | Amsterdam                                                             | Paesi Bassi                                                           | 3 – 3                                                                 | Belgio                                                                | Amichevole                                                            | 2                                                                     |                                                                       |
| 24-4-1949                                                             | Dublino                                                               | Irlanda                                                               | 0 – 2                                                                 | Belgio                                                                | Amichevole                                                            | 1                                                                     |                                                                       |
| 22-5-1949                                                             | Ougrée                                                                | Belgio                                                                | 3 – 1                                                                 | Galles                                                                | Amichevole                                                            | -                                                                     |                                                                       |
| 2-10-1949                                                             | Bruxelles                                                             | Belgio                                                                | 3 – 0                                                                 | Svizzera                                                              | Amichevole                                                            | 1                                                                     |                                                                       |
| 6-11-1949                                                             | Rotterdam                                                             | Paesi Bassi                                                           | 0 – 1                                                                 | Belgio                                                                | Amichevole                                                            | -                                                                     |                                                                       |
| 23-11-1949                                                            | Cardiff                                                               | Galles                                                                | 5 – 1                                                                 | Belgio                                                                | Amichevole                                                            | -                                                                     |                                                                       |
| 5-3-1950                                                              | Bologna                                                               | Italia                                                                | 3 – 1                                                                 | Belgio                                                                | Amichevole                                                            | -                                                                     |                                                                       |
| 16-4-1950                                                             | Anversa                                                               | Belgio                                                                | 2 – 0                                                                 | Paesi Bassi                                                           | Amichevole                                                            | 1                                                                     |                                                                       |
| 10-5-1950                                                             | Bruxelles                                                             | Belgio                                                                | 5 – 1                                                                 | Irlanda                                                               | Amichevole                                                            | 3                                                                     |                                                                       |
| 18-5-1950                                                             | Bruxelles                                                             | Belgio                                                                | 1 – 4                                                                 | Inghilterra                                                           | Amichevole                                                            | 1                                                                     |                                                                       |
| 4-6-1950                                                              | Bruxelles                                                             | Belgio                                                                | 4 – 1                                                                 | Francia                                                               | Amichevole                                                            | 3                                                                     |                                                                       |
| 1-11-1950                                                             | Colombes                                                              | Francia                                                               | 3 – 3                                                                 | Belgio                                                                | Amichevole                                                            | 2                                                                     |                                                                       |
| 12-11-1950                                                            | Anversa                                                               | Belgio                                                                | 7 – 2                                                                 | Paesi Bassi                                                           | Amichevole                                                            | 2                                                                     |                                                                       |
| 15-4-1951                                                             | Amsterdam                                                             | Paesi Bassi                                                           | 5 – 4                                                                 | Belgio                                                                | Amichevole                                                            | 1                                                                     |                                                                       |
| 20-5-1951                                                             | Bruxelles                                                             | Belgio                                                                | 0 – 5                                                                 | Scozia                                                                | Amichevole                                                            | -                                                                     |                                                                       |
| 10-6-1951                                                             | Bruxelles                                                             | Belgio                                                                | 3 – 3                                                                 | Spagna                                                                | Amichevole                                                            | -                                                                     |                                                                       |
| 17-6-1951                                                             | Oeiras                                                                | Portogallo                                                            | 1 – 1                                                                 | Belgio                                                                | Amichevole                                                            | -                                                                     |                                                                       |
| 14-10-1951                                                            | Bruxelles                                                             | Belgio                                                                | 1 – 8                                                                 | Austria                                                               | Amichevole                                                            | -                                                                     |                                                                       |
| 25-11-1951                                                            | Rotterdam                                                             | Paesi Bassi                                                           | 6 – 7                                                                 | Belgio                                                                | Amichevole                                                            | -                                                                     |                                                                       |
| 24-2-1952                                                             | Bruxelles                                                             | Belgio                                                                | 2 – 0                                                                 | Italia                                                                | Amichevole                                                            | -                                                                     |                                                                       |
| 22-5-1952                                                             | Bruxelles                                                             | Belgio                                                                | 1 – 2                                                                 | Francia                                                               | Amichevole                                                            | 1                                                                     |                                                                       |
| 19-10-1952                                                            | Anversa                                                               | Belgio                                                                | 2 – 1                                                                 | Paesi Bassi                                                           | Amichevole                                                            | 1                                                                     |                                                                       |
| 26-11-1952                                                            | Wembley                                                               | Inghilterra                                                           | 5 – 0                                                                 | Belgio                                                                | Amichevole                                                            | -                                                                     |                                                                       |
| 25-12-1952                                                            | Colombes                                                              | Francia                                                               | 0 – 1                                                                 | Belgio                                                                | Amichevole                                                            | -                                                                     |                                                                       |
| 19-4-1953                                                             | Amsterdam                                                             | Paesi Bassi                                                           | 0 – 2                                                                 | Belgio                                                                | Amichevole                                                            | -                                                                     |                                                                       |
| 14-5-1953                                                             | Bruxelles                                                             | Belgio                                                                | 1 – 3                                                                 | Jugoslavia                                                            | Amichevole                                                            | -                                                                     |                                                                       |
| 25-5-1953                                                             | Helsinki                                                              | Finlandia                                                             | 2 – 4                                                                 | Belgio                                                                | Qual. Mondiali 1954                                                   | -                                                                     |                                                                       |
| 25-10-1953                                                            | Rotterdam                                                             | Paesi Bassi                                                           | 1 – 0                                                                 | Belgio                                                                | Amichevole                                                            | -                                                                     |                                                                       |
| 22-11-1953                                                            | Zurigo                                                                | Svizzera                                                              | 2 – 2                                                                 | Belgio                                                                | Amichevole                                                            | -                                                                     |                                                                       |
| 14-3-1954                                                             | Bruxelles                                                             | Belgio                                                                | 0 – 0                                                                 | Portogallo                                                            | Amichevole                                                            | -                                                                     |                                                                       |
| 4-4-1954                                                              | Anversa                                                               | Belgio                                                                | 4 – 0                                                                 | Paesi Bassi                                                           | Amichevole                                                            | 1                                                                     |                                                                       |
| 9-5-1954                                                              | Zagabria                                                              | Jugoslavia                                                            | 0 – 2                                                                 | Belgio                                                                | Amichevole                                                            | 1                                                                     |                                                                       |
| 30-5-1954                                                             | Bruxelles                                                             | Belgio                                                                | 3 – 3                                                                 | Francia                                                               | Amichevole                                                            | 1                                                                     |                                                                       |
| 17-6-1954                                                             | Basilea                                                               | Belgio                                                                | 4 – 4                                                                 | Inghilterra                                                           | Mondiali 1954                                                         | -                                                                     |                                                                       |
| 20-6-1954                                                             | Lugano                                                                | Belgio                                                                | 1 – 4                                                                 | Italia                                                                | Mondiali 1954                                                         | -                                                                     |                                                                       |
| 26-9-1954                                                             | Bruxelles                                                             | Belgio                                                                | 2 – 0                                                                 | Germania Ovest                                                        | Amichevole                                                            | -                                                                     |                                                                       |
| 11-11-1954                                                            | Colombes                                                              | Francia                                                               | 2 – 2                                                                 | Belgio                                                                | Amichevole                                                            | -                                                                     |                                                                       |
| 16-1-1955                                                             | Bari                                                                  | Italia                                                                | 1 – 0                                                                 | Belgio                                                                | Amichevole                                                            | -                                                                     |                                                                       |
| 5-6-1955                                                              | Bruxelles                                                             | Belgio                                                                | 1 – 3                                                                 | Cecoslovacchia                                                        | Amichevole                                                            | -                                                                     |                                                                       |
| 28-9-1955                                                             | Bucarest                                                              | Romania                                                               | 1 – 0                                                                 | Belgio                                                                | Amichevole                                                            | -                                                                     |                                                                       |
| 25-12-1955                                                            | Bruxelles                                                             | Belgio                                                                | 2 – 1                                                                 | Francia                                                               | Amichevole                                                            | -                                                                     |                                                                       |
| 11-3-1956                                                             | Bruxelles                                                             | Belgio                                                                | 1 – 3                                                                 | Svizzera                                                              | Amichevole                                                            | 1                                                                     |                                                                       |
| 8-4-1956                                                              | Anversa                                                               | Belgio                                                                | 0 – 1                                                                 | Paesi Bassi                                                           | Amichevole                                                            | -                                                                     |                                                                       |
| 3-6-1956                                                              | Bruxelles                                                             | Belgio                                                                | 5 – 4                                                                 | Ungheria                                                              | Amichevole                                                            | -                                                                     |                                                                       |
| Totale                                                                |                                                                       | Presenze                                                              | 56                                                                    |                                                                       | Reti (7º posto)                                                       | 27                                                                    |                                                                       |